# Зубовська сільська рада (Білорусь)
Зубовська сільська рада (біл. Зубаўскі сельсавет) — адміністративно-територіальна одиниця в складі Оршанського району розташована в Вітебської області Білорусі. Адміністративний центр — Зубово.
Зубовська сільська рада зорганізована 8 квітня 2004 року і розташована на півночі Білорусі, у південній частині Вітебської області, граничить з районним центром Орша.
До складу сільради входять такі населені пункти:
- Зубово
- Краснопольці
- Левки
- Леща
- Садова
- Свєтлочовка
- Сметанка.